# Milan Rock
Der Milan Rock ist ein Felsvorsprung im westantarktischen Marie-Byrd-Land. Er ragt 3 km südöstlich des Mount Hartkopf an der Ostflanke des Land-Gletschers nahe dessen Kopfende auf.
Der United States Geological Survey kartierte ihn anhand eigener Vermessungen und Luftaufnahmen der United States Navy aus den Jahren von 1959 bis 1965. Das Advisory Committee on Antarctic Names benannte ihn 1972 nach Frederick T. Milan, der als mehrjähriges Mitglied der Flugstaffel VX-6 an Bord einer LC-130 Hercules am 25. Juni 1964 am ersten Flug zum Zeitpunkt nahe der antarktischen Wintersonnenwende beteiligt war.